# 李志忠
李志忠（？—），辽宁黑山人，中国人民解放军中将。

## 生平
李志忠长期在中国人民解放军沈阳军区服役，曾任中国人民解放军沈阳军区某摩托步旅旅长 ，2015年出任中国人民解放军陆军第三十九集团军副军长。2016年，晋升少将军衔。2017年，出任新组建的中国人民解放军陆军第七十一集团军副军长。2017年7月30日，在庆祝中国人民解放军建军90周年阅兵中，担任工程防化保障方队将军领队，该保障方队由陆军第七十一集团军某合成旅抽组组建  2018年7月，任南部战区陆军参谋部参谋长。2021年，任陆军装备部部长。2023年5月，升任中部战区副司令员，升任中將。
他是陆军选举产生的十四届全国人大代表，但后来被罢免，在2024年2月27日被全国人大常委会公布确认失去代表资格。